# Campeonato Mundial de Patinaje de Velocidad sobre Hielo de 2024
El CXVI Campeonato Mundial de Patinaje de Velocidad sobre Hielo se celebró en Inzell (Alemania) del 9 al 10 de marzo de 2024 bajo la organización de la Unión Internacional de Patinaje sobre Hielo (ISU) y la Federación Alemana de Patinaje sobre Hielo.
Las competiciones se realizaron en la Max Aicher Arena de la ciudad alemana. 

## Resultados

### Masculino
| Evento                        | Oro                                     | Plata                                       | Bronce                                       |
| ----------------------------- | --------------------------------------- | ------------------------------------------- | -------------------------------------------- |
| 500 m (09.03)                 | Jordan Stolz Estados Unidos 34,10       | Shomu Sasaki Japón 35,43                    | Riku Tsuchiya Japón 35,83                    |
| 1500 m (10.03)                | Jordan Stolz Estados Unidos 1:41,78     | Patrick Roest · Países Bajos · 1:43,37      | Bart Swings · Bélgica · 1:43,76              |
| 5000 m (09.03)                | Davide Ghiotto · Italia · 6:06,28       | Patrick Roest · Países Bajos · 6:06,55      | Sander Eitrem · Noruega · 6:07,49            |
| 10 000 m (10.03)              | Davide Ghiotto · Italia · 12:40,61      | Patrick Roest · Países Bajos · 12:51,81     | Hallgeir Engebråten · Noruega · 12:55,42     |
| Clasificación general (10.03) | Jordan Stolz Estados Unidos 144 740pts. | Patrick Roest · Países Bajos · 145,761 pts. | Hallgeir Engebråten · Noruega · 147,258 pts. |

### Femenino
| Evento                        | Oro                                     | Plata                                            | Bronce                                           |
| ----------------------------- | --------------------------------------- | ------------------------------------------------ | ------------------------------------------------ |
| 500 m (09.03)                 | Mihi Takagi Japón 37,56                 | Han Mei China 38,01                              | Ayano Sato Japón 38,21                           |
| 1500 m (10.03)                | Joy Beune · Países Bajos · 1:52,65      | Han Mei China 1:52,67                            | Antoinette de Jong · Países Bajos · 1:53,45      |
| 3000 m (09.03)                | Joy Beune · Países Bajos · 3:55,72      | Marijke Groenewoud · Países Bajos · 3:57,94      | Ragne Wiklund · Noruega · 3:58,29                |
| 5000 m (10.03)                | Joy Beune · Países Bajos · 6:52,62      | Ragne Wiklund · Noruega · 6:53,51                | Marijke Groenewoud · Países Bajos · 6:54,04      |
| Clasificación general (10.03) | Joy Beune · Países Bajos · 157,268 pts. | Marijke Groenewoud · Países Bajos · 157,720 pts. | Antoinette de Jong · Países Bajos · 158,219 pts. |

## Medallero
- Solo se otorgan medallas en la clasificación general.

| Núm. | País           | Oro | Plata | Bronce | Total |
| ---- | -------------- | --- | ----- | ------ | ----- |
| 1    | Países Bajos   | 1   | 2     | 1      | 4     |
| 2    | Estados Unidos | 1   | 0     | 0      | 1     |
| 3    | Noruega        | 0   | 0     | 1      | 1     |
|      | TOTAL          | 2   | 2     | 2      | 6     |